# Tyson Gay
Tyson Joe Gay (Lexington, 9 de agosto de 1982) é um atleta norte-americano, especialista de corridas de velocidade (sprint), campeão do mundo em 2007 nas provas de 100 m, 200 m e 4 x 100 m.
É o recordista americano dos 100 metros rasos, com 9s69, sendo o segundo melhor atleta da História da prova(somente atrás de Usain Bolt). Nos 200 metros rasos possui o tempo de 19s58, onde chegou a ser o terceiro melhor atleta da História desta prova (atrás de Usain Bolt e Michael Johnson).
Em 29 de junho de 2008, Tyson Gay correu os 100 metros rasos em 9s68, porém a marca não foi oficializada como recorde mundial à época, pois o vento foi de 4,1 m/s, acima do máximo permitido que é de 2,0 m/s.
Em 6 de agosto de 2010, derrotou o jamaicano Usain Bolt nos 100 metros rasos vencendo a etapa sueca da Diamond League, na mesma pista em que o recordista mundial da prova tinha perdido pela última vez, em 2008. Tyson completou os 100 m rasos em 9s84, estabelecendo o novo recorde do campeonato.
Flagrado no exame antidoping em 2013 por uso de esteroides, teve todos os seus resultados anulados no período de um ano, começando em julho de 2012. Como consequência, perdeu a medalha de prata obtida com a equipe do revezamento 4x100 metros nos Jogos Olímpicos de Londres após ser desclassificado pelo Comitê Olímpico Internacional em maio de 2015.

## Dopagem
Em 14 de julho de 2013 o atleta admitiu que foi detectado em seu exame antidopagem o uso de substância proibida no esporte, posteriormente revelada como sendo oxilofrina.

## Drama familiar
No dia 16 de outubro de 2016, Tyson Gay sofreu uma grande perda. Sua filha Trinity Gay morreu na madrugada daquele domingo, por volta de 04h00 da manhã, vítima de um tiroteio do lado de fora de um restaurante na cidade de Lexington, em Kentucky, nos Estados Unidos. De acordo com algumas testemunhas, os tiros foram trocados entre dois veículos, um Dodge Charger cinza e um carro desportivo de cor escura com vidros fumados. Segundo informações da imprensa local, ela foi levada para o hospital, mas não resistiu a um tiro no pescoço e faleceu. A garota de 15 anos planejava seguir os passos do pai e era integrante de uma equipe de atletismo escolar, sendo considerada uma promissora atleta das provas de 100 m e 200 m.

## Recordes pessoais
| Evento | Tempo | Local                        | Data                    |
| ------ | ----- | ---------------------------- | ----------------------- |
| 60 m   | 6.55  | Fayetteville, Estados Unidos | 11 de fevereiro de 2005 |
| 100 m  | 9.69  | Xangai, China                | 20 de setembro de 2009  |
| 200 m  | 19.58 | Nova Iorque, Estados Unidos  | 30 de maio de 2009      |